# Линдеман, Хуго
Хуго Линдеман (нем. Hugo Lindemann; 1867—1949) — германский политик и педагог; депутат рейхстага.

## Биография
Хуго Линдеман родился 9 августа 1867 года в городке Жагуаран на юге Бразилии; сын богатого немецкого эмигранта Рудольфа Линдеманна (1834-1889), который эмигрировал в Новый Свет в 1850-х годах, но в 1872 году вернулся в Германию. Образование получил в Университете Бонна.
С 1896 года являлся журналистом и агитатором социал-демократической партии, в которой занимал место на ревизионистском (бернштейнианском) крыле. 
С 1903 года Хуго Линдеман стал депутатом рейхстага Германской империи. 
По отзыву русского публициста В. В. Водовозова, Линдеман — «один из лучших в Германии знатоков вопросов муниципального управления и самоуправления». 
Писал в основном под псевдонимом Гуго (C. Hugo.). Среди его работ: замечательное исследование «Munizipalsocialismus in England» (Штутгарт, 1897; русский перевод — «Новейшие течения в английском самоуправлении», СПб., 1898). Другие не менее выдающиеся его произведения: «Englische Gewerkvereinsbewegung»; «Kommunale Arbeiterpolitik»; «Die deutsche Städteverwaltung»; «Arbeiterpolitik und Wirtschaftspflege in der deutschen Städteverwaltung» (Штутгарт, 1904). 
Вместе со Штегманом Линдеман выпустил в 1897 году в Цюрихе книгу: «Handbuch des Socialismus», которая представляет собой сборник расположенных в алфавитном порядке сведений по истории и современному положению социалистического движения в разных странах, по политической экономии и т.д..
Хуго Линдеман умер 19 февраля 1949 года в Бенсхайме.
Был женат, на Анне Линдеман (урождённая Fehn; 1866-1941); в этом браке родились двое детей; по вероисповеданию принадлежал евангельской церкви.